# جاكوب إدفارد كولبغورنسن
جاكوب إدفارد كولبغورنسن (بالنرويجية البوكمول: Jakob Edvard Colbjørnsen)‏ هو قاضي نرويجي، ولد في 19 نوفمبر 1744 في سوروم في النرويج، وتوفي في 13 فبراير 1802 في كوبنهاغن في الدنمارك.